# Tasmansk opossumråtta
Tasmansk opossumråtta (Bettongia gaimardi) är en pungdjursart som först beskrevs av Anselme Gaëtan Desmarest 1822. Bettongia gaimardi ingår i släktet opossumråttor och familjen råttkänguruer. Inga underarter finns listade.

## Utseende
Arten når en kroppslängd (huvud och bål) av 31,5 till 33,2 cm, en svanslängd av 28,8 till 34,5 cm och en vikt av 1,2 till 2,3 kg. Den liknar en liten känguru i utseende med stora bakre extremiteter för att hoppa och med korta armar. Tasmansk opossumråtta har bra förmåga att gräva med sina väl utvecklade klor vid framtassarna. På ovansidan förekommer gråbrun päls med prickig utseende och på undersidan finns ljusgrå till vit päls. De yttersta delarna av armar och ben, nosen och svansen (förutom spetsen) är bara glest täckta med hår. Svansen kan i viss mån användas som gripverktyg. Den har en tofs av mörka hår vid slutet och tofsens spets är hos flera exemplar vit. Djurets öron är nakna och avrundade. Honor är allmänt lite kortare och robustare än hannar. Så länge ungarna lever i moderns pung (marsupium) har de mörkare päls.

## Utbredning
Denna opossumråtta förekommer på östra delen av ön Tasmanien söder om Australien. Den vistas i låglandet och på upp till 1 000 meter höga bergstrakter. Habitatet utgörs av skogar och andra områden som är täckta av gräs och träd.
En underart (eller population, beroende på taxonomi) av tasmansk opossumråtta förekom ursprungligen på det australiska fastlandet från södra Queensland till South Australia men den är utdöd. Ytterligare en population lever på Bruny Island söder om Tasmanien. Arten introducerades dessutom 1971 på Maria Island öster om Tasmanien.

## Ekologi
Tasmansk opossumråtta livnär sig främst av underjordiska svampar som den gräver fram. Den äter även blad, frön, frukter och rötter som kompletteras med några ryggradslösa djur. Vätskebehovet täcks antagligen till största del med födan, liksom hos andra opossumråttor. Individerna är nattaktiva och de lever för det mesta ensam. Ibland syns mindre grupper under födosöket.
För vilotiden under dagen bygger arten ett kupolformigt näste av gräs som göms mellan buskar, bakom grenar eller trädstammar som ligger på marken eller i en sänka. För att transportera gräset till rätt plats används vanligen svansen. Efter en eller två dagar vandrar individen vidare och bygger ett nytt näste.
Honor kan para sig kort efter ungens födelse igen och det befruktade ägget vilar så länge syskonet lever i moderns pung. Dräktigheten varar 20 till 22 dagar och sedan kravlar ungen till pungen och diar sin mor. Den lever där cirka 13 veckor. Ungen kan besöka pungen under de följande två veckorna men den vistas under tiden främst utanför. Unga tasmanska opossumråttor kan få di ytterligare 6 till 9 veckor genom att stoppa huvudet i moderns pung. På så sätt kan en hona ha tre ungar per år och åtta ungar under hela livet.
Livslängden går upp till 6 år.

## Status
Populationen på fastlandet dödades av rödrävar och tamkatter som kom ditt tillsammans med europeiska invandrare. På Tasmanien introducerades inga rödrävar eller deras antal var så litet att de inte överlevde. På ön jagas tasmansk opossumråtta fortfarande av tamkatter och av tasmansk djävul. Pungdjuret kan lokalt negativ påverkas av skogsavverkningar. IUCN kategoriserar arten globalt som nära hotad. Den viktigaste åtgärden för framtiden är att inga rödrävar införs på Tasmanien.

## Bildgalleri

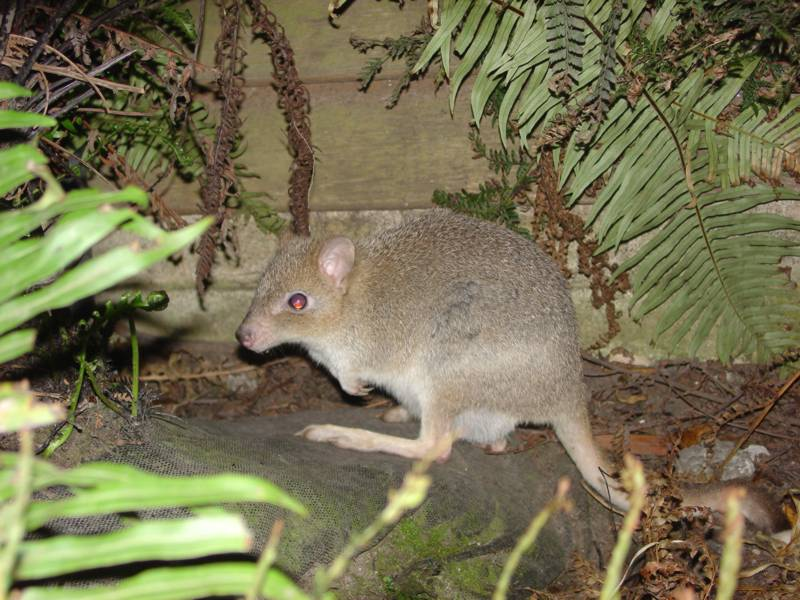
Hona